# Cercanías Madrid

Mapa linii Cercanías Madrid (stan na lipiec 2017)

Cercanías Madrid – system kolei, działający na terenie Madrytu, obszaru metropolitarnego Madrytu oraz w całej wspólnocie autonomicznej Madryt. Całkowita długość linii kolejowych obejmuje 339,1 km. z 95 stacjami.

## Linie i stacje
| linia | trasa przejazdu                                                                                                | km |
| ----- | --- | -- |
| C-1   | Príncipe Pío - Atocha - Chamartín - Aeropuerto T4                                                              |    |
| C-2   | Guadalajara - Alcalá de Henares - Atocha - Recoletos - Chamartín                                               | 66 |
| C-3   | El Escorial - Chamartín - Atocha - Aranjuez                                                                    | 56 |
| C-4   | Alcobendas-San Sebastián de los Reyes / Colmenar Viejo - Chamartín - Atocha - Parla                            | 62 |
| C-5   | Móstoles–El Soto - Atocha - Fuenlabrada - Humanes                                                              | 45 |
| C-7   | Alcalá de Henares - Atocha - Recoletos - Chamartín - Las Rozas - Príncipe Pío - Atocha - Recoletos - Chamartín | 95 |
| C-8   | Atocha - Recoletos - Chamartín - Villalba - El Escorial - Santa María de la Alameda                            | 71 |
| C-8   | Atocha - Recoletos - Chamartín - Villalba - Cercedilla                                                         | 58 |
| C-9   | Cercedilla - Cotos                                                                                             | 18 |
| C-10  | Villalba - Príncipe Pío - Atocha - Recoletos - Chamartín - Pitis                                               | 72 |

### Godziny kursowania pociągów

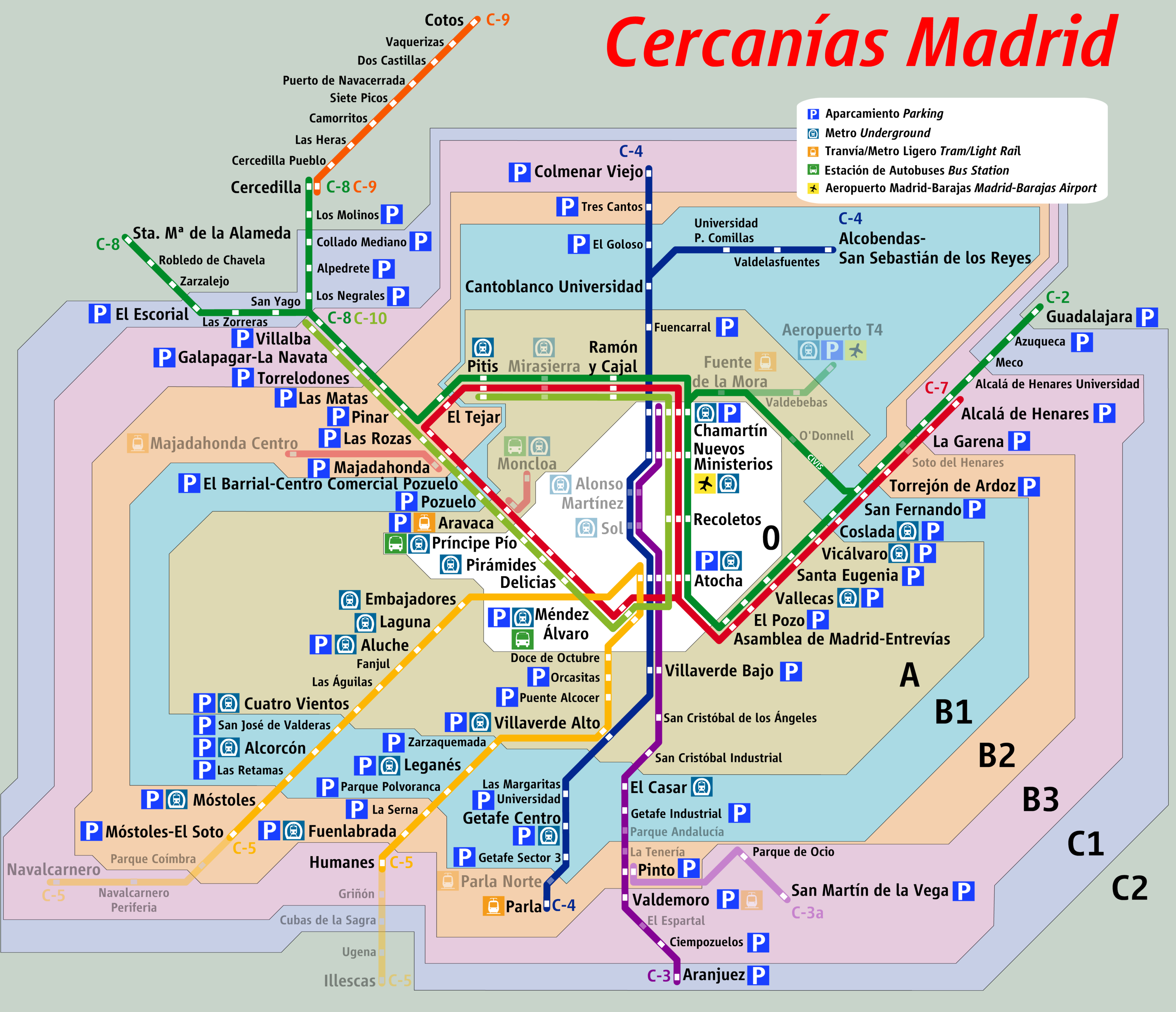
Cercanías Madrid - mapa podziału na strefy

Godziny kursowania pociągów w Madrycie Cercanías są różne w zależności od linii, ale wszystkie pociągi zaczynają kursy między 05:00 a 05:30 (w dni robocze), a kończą o północy. Szczególnym przypadkiem jest linia C-9, (Cercedilla – Cotos), która jest linią typowo turystyczną i kursuje w godzinach 09:30 do 20:30.

Częstotliwość kursowania pociągów zależy od liczby ludności w miastach położonych na każdej linii, jak również od potoków podróżnych. Przeważnie pociągi kursują w odstępach 15-minutowych, zaś w godzinach szczytu pociągi kursują w odstępstwach 3-4 minutowych.

### Strefy
Ceny oraz rodzaj biletów są różne w zależności od strefy w której się podróżuje. Strefy rozciągają się promieniście od Madrytu. W zależności od odległości od Madrytu wyróżniamy następujące strefy: 
- Strefa 0 i A, przy czym strefa 0 zawiera tylko główne stacje Madrytu: (Madryt Atocha, Recoletos, Nuevos Ministerios, Madryt Chamartín, Méndez Álvaro, Delicias, Pirámides oraz Madryt Príncipe Pío).
- Strefy B1, B2, B3, C1, C2

## Tabor
Cercanías Madrid obsługują następujące składy serii RENFE:
- Seria 442 Renfe na linii C-9
- Seria 446 Renfe na liniach: C-1, C-2, C-5, C-7, C-8 oraz C-10
- Seria 447 Renfe obsługuje linie: C-1, C-2, C-5, C-7, C-8 oraz C-10
- Seria 450 Renfe obsługuje linie: C-1, C-2, C-7 i C-8
- Civia na linii C-3 oraz C-4

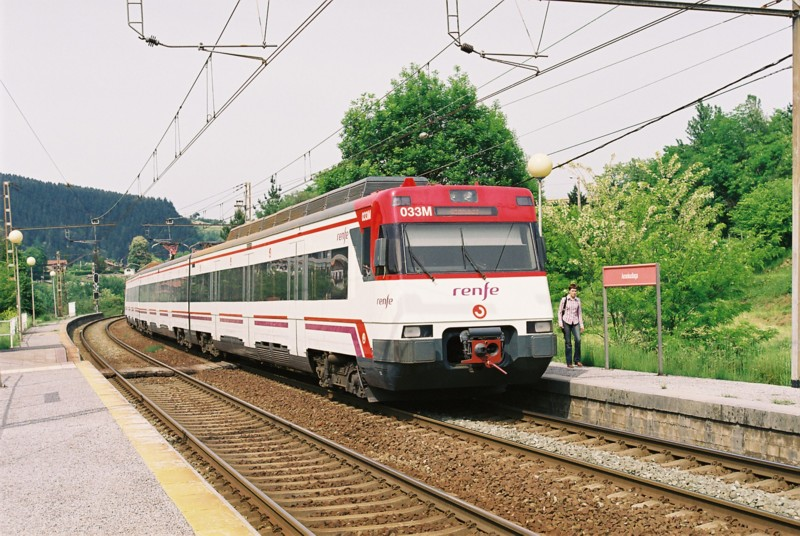
Pociąg serii 446 Renfe
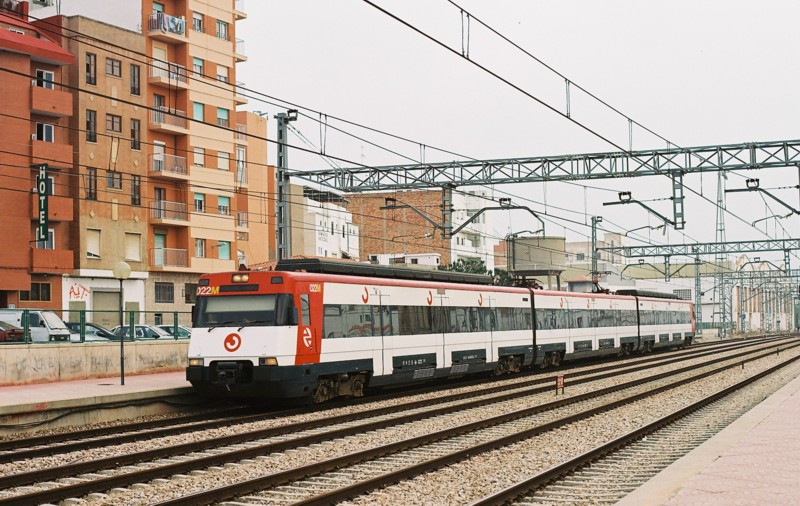
Pociąg serii 447 w trakcie podróży do Sagunto
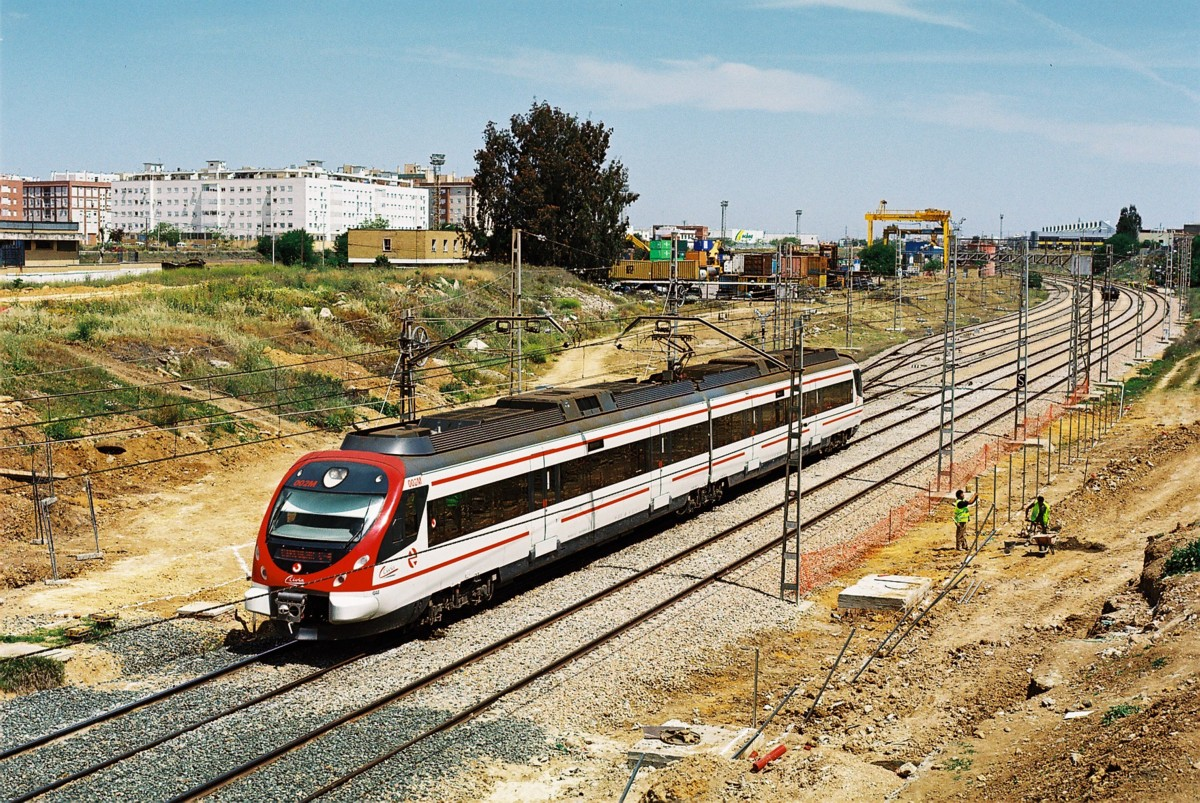
Skład z serii Civia w trakcie jazdy
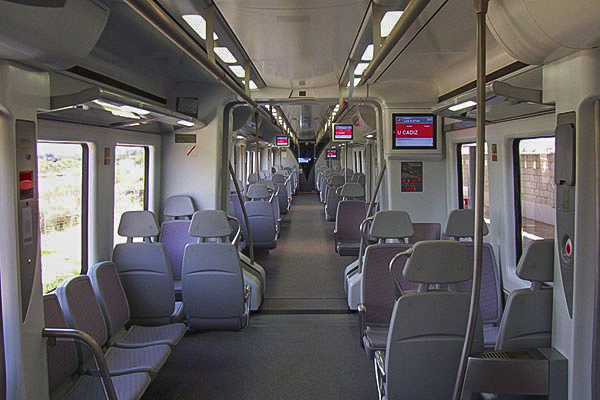
Wnętrze pociągu z serii Civia